# 莲塘镇 (桂阳县)
莲塘镇，是中华人民共和国湖南省郴州市桂阳县下辖的一个乡镇级行政单位。

## 行政区划
莲塘镇下辖以下地区：
下塘村、锦湖村、南岭村、甘岭村、甘棠村、青松村、长沙村、莲塘村、塘下村、里鱼村、田木村、大湾村、两路村、香枫村、天苍村、东流村、腊元村、反坳村、马罗村、三侯村和润冲瑶族村。

## 中国传统村落
2013年8月，大湾村被评为第二批中国传统村落。